# 大沼村 (福島県)
大沼村（おおぬまむら）は福島県西白河郡にかつて存在した村である。

## 地理
現在の白河市、旧白河市の北部に位置する。
村域は山がちな地形である。
村は阿武隈川の北岸に位置する。

## 歴史

### 村域の変遷
- 1889年（明治22年）4月1日 - 町村制施行により、大村・久田野村・大和田村・（旧）本沼村が合併し西白河郡大沼村が発足。
- 1949年（昭和24年）4月1日 - 白河町と合併し白河市が発足。同日大沼村廃止。

変遷表
| 1868年 以前 | 1868年 以前 | 明治9年      | 明治15年 | 明治22年 4月1日 | 昭和24年 10月1日 | 現在   |
| ----------- | ----------- | ------------ | -------- | --------------- | ---------------- | ------ |
|             | 大村        | 白河町の一部 | 大村     | 大沼村          | 白河市           | 白河市 |
|             | 久田野村    |              |          | 大沼村          | 白河市           | 白河市 |
|             | 大和田村    |              |          | 大沼村          | 白河市           | 白河市 |
|             | 本沼村      |              |          | 大沼村          | 白河市           | 白河市 |

## 人口・世帯

### 人口
総数 [単位： 人]
| 1891年（明治24年） | 2,760 |
| 1920年（大正 9年） | 2,248 |
| 1947年（昭和22年） | 3,480 |

### 世帯
総数 [単位： 世帯]
| 1920年（大正 9年） | 423 |
| 1947年（昭和22年） | 538 |

## 交通

### 鉄道
- 日本国有鉄道（ → 東日本旅客鉄道）
  - 東北本線
    - 久田野駅

### 道路
- 一級国道
  - 国道4号